# Jamaica i olympiska sommarspelen 2016
Jamaica deltog med 56 deltagare vid de olympiska sommarspelen 2016 i Rio de Janeiro. Totalt tog landet elva medaljer varav sex guld.

## Medaljörer
| Medalj | Namn | Sport     | Gren                        | Datum           |
| ------ | --- | --------- | --------------------------- | --------------- |
| Guld   | Elaine Thompson | Friidrott | Damernas 100 m              | 13 augusti 2016 |
| Guld   | Usain Bolt | Friidrott | Herrarnas 100 m             | 14 augusti 2016 |
| Guld   | Omar McLeod | Friidrott | Herrarnas 110 m häck        | 16 augusti 2016 |
| Guld   | Elaine Thompson | Friidrott | Damernas 200 m              | 17 augusti 2016 |
| Guld   | Usain Bolt | Friidrott | Herrarnas 200 m             | 18 augusti 2016 |
| Guld   | Asafa Powell Yohan Blake Nickel Ashmeade Usain Bolt Kemar Bailey-Cole* Jevaughn Minzie*                                  | Friidrott | Herrarnas 4 × 100 m stafett | 19 augusti 2016 |
| Silver | Christania Williams Elaine Thompson Veronica Campbell-Brown Shelly-Ann Fraser                                            | Friidrott | Damernas 4 × 100 m stafett  | 19 augusti 2016 |
| Silver | Christine Day Chrisann Gordon Shericka Jackson Anneisha McLaughlin-Whilby Stephenie Ann McPherson Novlene Williams-Mills | Friidrott | Damernas 4 × 400 m stafett  | 20 augusti 2016 |
| Silver | Nathon Allen Fitzroy Dunkley Javon Francis Peter Matthews Rusheen McDonald                                               | Friidrott | Herrarnas 4 × 400 m stafett | 20 augusti 2016 |
| Brons  | Shelly-Ann Fraser-Pryce                                                                                                  | Friidrott | Damernas 100 m              | 13 augusti 2016 |
| Brons  | Shericka Jackson | Friidrott | Damernas 400 m              | 15 augusti 2016 |

## Friidrott
Förkortningar
- Notera– Placeringar avser endast det specifika heatet.
- Q = Tog sig vidare till nästa omgång
- q = Tog sig vidare till nästa omgång som den snabbaste förloraren eller, i fältgrenarna, genom placering utan att nå kvalgränsen
- NR = Nationellt rekord
- N/A = Omgången fanns inte i grenen
- Bye = Idrottaren behövde inte tävla i omgången

Herrar
Bana och väg
| Idrottare                                                                             | Gren                          | Heat     | Heat      | Kvartsfinal | Kvartsfinal | Semifinal        | Semifinal        | Final            | Final            |
| Idrottare                                                                             | Gren                          | Resultat | Placering | Resultat    | Placering   | Resultat         | Placering        | Resultat         | Placering        |
| ------------------------------------------------------------------------------------- | ----------------------------- | -------- | --------- | ----------- | ----------- | ---------------- | ---------------- | ---------------- | ---------------- |
| Nickel Ashmeade                                                                       | Herrarnas 100 meter           | Bye      | Bye       | 10,13       | 2 Q         | 10,05            | 5                | Gick inte vidare | Gick inte vidare |
| Yohan Blake                                                                           | Herrarnas 100 meter           | Bye      | Bye       | 10,11       | 1 Q         | 10,01            | 2 Q              | 9,93             | 4                |
| Usain Bolt                                                                            | Herrarnas 100 meter           | Bye      | Bye       | 10,07       | 1 Q         | 9,86             | 1 Q              | 9,81             | 1                |
| Nickel Ashmeade                                                                       | Herrarnas 200 meter           | 20,15    | 1 Q       | i.u.        | i.u.        | 20,31            | 13               | Gick inte vidare | Gick inte vidare |
| Yohan Blake                                                                           | Herrarnas 200 meter           | 20,13    | 2 Q       | i.u.        | i.u.        | 20,37            | 16               | Gick inte vidare | Gick inte vidare |
| Usain Bolt                                                                            | Herrarnas 200 meter           | 20,28    | 1 Q       | i.u.        | i.u.        | 19,78            | 1 Q              | 19,78            | 1                |
| Fitzroy Dunkley                                                                       | Herrarnas 400 meter           | 45,66    | 4         | i.u.        | i.u.        | Gick inte vidare | Gick inte vidare | Gick inte vidare | Gick inte vidare |
| Javon Francis                                                                         | Herrarnas 400 meter           | 45,88    | 3 Q       | i.u.        | i.u.        | 44,96            | 5                | Gick inte vidare | Gick inte vidare |
| Rusheen McDonald                                                                      | Herrarnas 400 meter           | 45,22    | 2 Q       | i.u.        | i.u.        | 46,12            | 6                | Gick inte vidare | Gick inte vidare |
| Kemoy Campbell                                                                        | Herrarnas 5 000 meter         | 13:30,32 | 10        | i.u.        | i.u.        | i.u.             | i.u.             | Gick inte vidare | Gick inte vidare |
| Deuce Carter                                                                          | Herrarnas 110 meter häck      | 13,51    | 1 q       | i.u.        | i.u.        | 13,69            | 6                | Gick inte vidare | Gick inte vidare |
| Omar McLeod                                                                           | Herrarnas 110 meter häck      | 13,27    | 1 Q       | i.u.        | i.u.        | 13,15            | 1 Q              | 13,05            | 1                |
| Andrew Riley                                                                          | Herrarnas 110 meter häck      | 13,52    | 3 Q       | i.u.        | i.u.        | 13,46            | 4                | Gick inte vidare | Gick inte vidare |
| Roxroy Cato                                                                           | Herrarnas 400 meter häck      | 48,56    | 4 q       | i.u.        | i.u.        | DSQ              | DSQ              | Gick inte vidare | Gick inte vidare |
| Jaheel Hyde                                                                           | Herrarnas 400 meter häck      | 49,24    | 4 q       | i.u.        | i.u.        | 49,17            | 5                | Gick inte vidare | Gick inte vidare |
| Annsert Whyte                                                                         | Herrarnas 400 meter häck      | 48,37    | 1 Q       | i.u.        | i.u.        | 48,32            | 1 Q              | 48,07            | 5                |
| Nickel Ashmeade Yohan Blake Usain Bolt Jevaughn Minzie Asafa Powell Kemar Bailey-Cole | Herrarnas 4x100 meter stafett | 37,94    | 2 Q       | i.u.        | i.u.        | i.u.             | i.u.             | 37,27            | 1                |
| Nathon Allen Fitzroy Dunkley Javon Francis Peter Matthews Rusheen McDonald            | Herrarnas 4x400 meter stafett | 2:58,29  | 1 Q       | i.u.        | i.u.        | i.u.             | i.u.             | 2:58,16          | 2                |

Fältgrenar
| Idrottare        | Gren                     | Kval    | Kval      | Final            | Final            |
| Idrottare        | Gren                     | Distans | Placering | Distans          | Placering        |
| ---------------- | ------------------------ | ------- | --------- | ---------------- | ---------------- |
| Damar Forbes     | Herrarnas längdhopp      | 7,85    | 12 q      | 7,82             | 12               |
| Aubrey Smith     | Herrarnas längdhopp      | NM      | —         | Gick inte vidare | Gick inte vidare |
| Clive Pullen     | Herrarnas tresteg        | 16,08   | 33        | Gick inte vidare | Gick inte vidare |
| O'Dayne Richards | Herrarnas kulstötning    | 20,40   | 12 q      | 20,64            | 8                |
| Fedrick Dacres   | Herrarnas diskuskastning | 50,69   | 34        | Gick inte vidare | Gick inte vidare |

Damer
Bana och väg
| Idrottare | Gren                         | Heat     | Heat      | Kvartsfinal | Kvartsfinal | Semifinal        | Semifinal        | Final            | Final            |
| Idrottare | Gren                         | Resultat | Placering | Resultat    | Placering   | Resultat         | Placering        | Resultat         | Placering        |
| --- | ---------------------------- | -------- | --------- | ----------- | ----------- | ---------------- | ---------------- | ---------------- | ---------------- |
| Shelly-Ann Fraser-Pryce                                                                                                  | Damernas 100 meter           | Bye      | Bye       | 10,96       | 1 Q         | 10,88            | 1 Q              | 10,86            | 3                |
| Elaine Thompson | Damernas 100 meter           | Bye      | Bye       | 11,21       | 1 Q         | 10,88            | 1 Q              | 10,71            | 1                |
| Christania Williams | Damernas 100 meter           | Bye      | Bye       | 11,27       | 2 Q         | 10,96            | 3 Q              | 11,80            | 8                |
| Veronica Campbell-Brown                                                                                                  | Damernas 200 meter           | 22,97    | 3         | i.u.        | i.u.        | Gick inte vidare | Gick inte vidare | Gick inte vidare | Gick inte vidare |
| Simone Facey | Damernas 200 meter           | 22,78    | 2 Q       | i.u.        | i.u.        | 22,57 SB         | 3                | Gick inte vidare | Gick inte vidare |
| Elaine Thompson | Damernas 200 meter           | 22,63    | 2 Q       | i.u.        | i.u.        | 22,13 SB         | 2 Q              | 21,78 SB         | 1                |
| Christine Day | Damernas 400 meter           | 51,54    | 1 Q       | i.u.        | i.u.        | 51,53            | 4                | Gick inte vidare | Gick inte vidare |
| Shericka Jackson | Damernas 400 meter           | 51,73    | 1 Q       | i.u.        | i.u.        | 49,83            | 1 Q              | 49,85            | 3                |
| Stephenie Ann McPherson                                                                                                  | Damernas 400 meter           | 51,36    | 1 Q       | i.u.        | i.u.        | 50,69            | 1 Q              | 50,97            | 6                |
| Simoya Campbell | Damernas 800 meter           | 2:02,07  | 7         | i.u.        | i.u.        | Gick inte vidare | Gick inte vidare | Gick inte vidare | Gick inte vidare |
| Natoya Goule | Damernas 800 meter           | 2:00,49  | 3         | i.u.        | i.u.        | Gick inte vidare | Gick inte vidare | Gick inte vidare | Gick inte vidare |
| Kenia Sinclair | Damernas 800 meter           | 2:03,76  | 7         | i.u.        | i.u.        | Gick inte vidare | Gick inte vidare | Gick inte vidare | Gick inte vidare |
| Megan Simmonds | Damernas 100 meter häck      | 12,81    | 2 Q       | i.u.        | i.u.        | 12,95            | 5                | Gick inte vidare | Gick inte vidare |
| Shermaine Williams | Damernas 100 meter häck      | 12,95    | 4 q       | i.u.        | i.u.        | 12,86 SB         | 5                | Gick inte vidare | Gick inte vidare |
| Nickiesha Wilson | Damernas 100 meter häck      | 12,89    | 3 Q       | i.u.        | i.u.        | 13,14            | 7                | Gick inte vidare | Gick inte vidare |
| Leah Nugent | Damernas 400 meter häck      | 55,66    | 2 Q       | i.u.        | i.u.        | 54,98            | 4 q              | 54,45            | 6                |
| Janieve Russell | Damernas 400 meter häck      | 56,13    | 2 Q       | i.u.        | i.u.        | 54,92            | 2 Q              | 54,56            | 7                |
| Ristananna Tracey | Damernas 400 meter häck      | 54,88    | 1 Q       | i.u.        | i.u.        | 54,80            | 2 Q              | 54,15            | 5                |
| Aisha Praught | Damernas 3 000 meter hinder  | 9:35,79  | 8 q       | i.u.        | i.u.        | i.u.             | i.u.             | 9:34,20          | 14               |
| Veronica Campbell-Brown Simone Facey Sashalee Forbes Shelly-Ann Fraser-Pryce Elaine Thompson Christania Williams         | Damernas 4x100 meter stafett | 41,79    | 1 Q       | i.u.        | i.u.        | i.u.             | i.u.             | 41,36            | 2                |
| Christine Day Chrisann Gordon Shericka Jackson Anneisha McLaughlin-Whilby Stephenie Ann McPherson Novlene Williams-Mills | Damernas 4x400 meter stafett | 3:22,38  | 1 Q       | i.u.        | i.u.        | i.u.             | i.u.             | 3:20,34          | 2                |

Fältgrenar
| Idrottare         | Gren                    | Kval    | Kval      | Final            | Final            |
| Idrottare         | Gren                    | Distans | Placering | Distans          | Placering        |
| ----------------- | ----------------------- | ------- | --------- | ---------------- | ---------------- |
| Shanieka Thomas   | Damernas tresteg        | 14,02   | 14        | Gick inte vidare | Gick inte vidare |
| Kimberly Williams | Damernas tresteg        | 14,22   | 6 q       | 14,53            | 7                |
| Danniel Thomas    | Damernas kulstötning    | 16,99   | 25        | Gick inte vidare | Gick inte vidare |
| Tara-Sue Barnett  | Damernas diskuskastning | 58,09   | 16        | Gick inte vidare | Gick inte vidare |
| Kellion Knibb     | Damernas diskuskastning | NM      | —         | Gick inte vidare | Gick inte vidare |
| Shadae Lawrence   | Damernas diskuskastning | 57,09   | 22        | Gick inte vidare | Gick inte vidare |
| Daina Levy        | Damernas släggkastning  | 60,35   | 30        | Gick inte vidare | Gick inte vidare |

## Gymnastik

### Artistisk
Damer
| Gymnast           | Gren                 | Kval    | Kval    | Kval    | Kval    | Kval   | Kval      | Final            | Final            | Final            | Final            | Final            | Final            |
| Gymnast           | Gren                 | Redskap | Redskap | Redskap | Redskap | Totalt | Placering | Redskap          | Redskap          | Redskap          | Redskap          | Totalt           | Placering        |
| Gymnast           | Gren                 | V       | UB      | BB      | F       | Totalt | Placering | V                | UB               | BB               | F                | Totalt           | Placering        |
| ----------------- | -------------------- | ------- | ------- | ------- | ------- | ------ | --------- | ---------------- | ---------------- | ---------------- | ---------------- | ---------------- | ---------------- |
| Toni-Ann Williams | Individuell mångkamp | 14,100  | 11,533  | 12,133  | 13,200  | 50,966 | 54        | Gick inte vidare | Gick inte vidare | Gick inte vidare | Gick inte vidare | Gick inte vidare | Gick inte vidare |

## Simhopp
| Hoppare            | Gren          | Kval   | Kval      | Semifinal | Semifinal | Final            | Final            |
| Hoppare            | Gren          | Poäng  | Placering | Poäng     | Placering | Poäng            | Placering        |
| ------------------ | ------------- | ------ | --------- | --------- | --------- | ---------------- | ---------------- |
| Yona Knight-Wisdom | Herrarnas 3 m | 416,55 | 11 Q      | 381,40    | 14        | Gick inte vidare | Gick inte vidare |

## Simning
| Simmare        | Gren                    | Heat    | Heat      | Semifinal        | Semifinal        | Final            | Final            |
| Simmare        | Gren                    | Tid     | Placering | Tid              | Placering        | Tid              | Placering        |
| -------------- | ----------------------- | ------- | --------- | ---------------- | ---------------- | ---------------- | ---------------- |
| Timothy Wynter | Herrarnas 100 m ryggsim | 57,20   | 34        | Gick inte vidare | Gick inte vidare | Gick inte vidare | Gick inte vidare |
| Alia Atkinson  | Damernas 100 m bröstsim | 1.06,72 | 7 Q       | 1.06,52          | 6 Q              | 1.08,10          | 8                |